# ヨハン・クロンジェ
ヨハン・トビアス・クロンジェ（Johan Tobias Cronje、1982年4月13日 - ）は、南アフリカ共和国の陸上競技選手。フリーステイト州ブルームフォンテーン出身。専門は1500mで、自己ベストである3分31秒93は南アフリカ共和国記録となっている。

## 主な成績
| 年                   | 大会                         | 開催地                      | 結果                 | 種目                 | 記録                 |
| 南アフリカ共和国代表 | 南アフリカ共和国代表         | 南アフリカ共和国代表        | 南アフリカ共和国代表 | 南アフリカ共和国代表 | 南アフリカ共和国代表 |
| -------------------- | ---------------------------- | --------------------------- | -------------------- | -------------------- | -------------------- |
| 1999                 | 世界ユース選手権             | ポーランド ブィドゴシュチュ | 5位                  | 1500 m               | 3:46.45              |
| 2000                 | コモンウェルスユースゲームズ | イギリス エディンバラ       | 1位                  | 800 m                | 1:51.32              |
| 2000                 | コモンウェルスユースゲームズ | イギリス エディンバラ       | 2位                  | 1500 m               | 4:00.32              |
| 2000                 | 世界ジュニア選手権           | チリ サンティアゴ           | 5位                  | 1500 m               | 3:42.52              |
| 2001                 | アフリカジュニア選手権       | モーリシャス レデュイ       | 5位                  | 800 m                | 1:51.96              |
| 2001                 | アフリカジュニア選手権       | モーリシャス レデュイ       | 4位                  | 1500 m               | 3:44.09              |
| 2001                 | アフリカジュニア選手権       | モーリシャス レデュイ       | 1位                  | 4x400 mR             | 3:14.14              |
| 2001                 | ユニバーシアード             | 中国 北京                   | 6位                  | 1500 m               | 3:45.32              |
| 2004                 | アフリカ選手権               | コンゴ共和国 ブラザヴィル   | 5位                  | 1500 m               | 3:41.83              |
| 2004                 | オリンピック                 | ギリシャ アテネ             | 21位（準決勝）       | 1500 m               | 3:44.41              |
| 2005                 | 世界選手権                   | フィンランド ヘルシンキ     | 22位（準決勝）       | 1500 m               | 3:42.77              |
| 2005                 | ユニバーシアード             | トルコ イズミル             | 4位                  | 1500 m               | 3:52.16              |
| 2006                 | アフリカ選手権               | モーリシャス バンブース     | 6位                  | 1500 m               | 3:48.08              |
| 2007                 | アフリカ競技大会             | アルジェリア アルジェ       | 14位（予選）         | 1500 m               | 3:46.67              |
| 2009                 | 世界選手権                   | ドイツ ベルリン             | 41位（予選）         | 1500 m               | 3:46.45              |
| 2010                 | アフリカ選手権               | ケニア ナイロビ             | 9位                  | 1500 m               | 3:40.25              |
| 2012                 | アフリカ選手権               | ベナン ポルトノボ           | 5位                  | 1500 m               | 3:38.27              |
| 2013                 | 世界選手権                   | ロシア モスクワ             | 3位                  | 1500 m               | 3:36.83              |

## 自己ベスト
屋外
- 800m – 1:45.64（2013年）
- 1000m – 2:18.56（2010年）
- 1500m –  3:31.93（2013年、南アフリカ共和国記録）
- 1マイル – 3:50.70 （2014年）
- 3000m – 8:02.14（2004年）
- 5000m – 13:59.52（2009年）

室内
- 1000m – 2:18.48（2008年）
- 1500m – 3:37.49（2014年）